# Kostel svatého Bartoloměje (Hlohovec)
Kostel svatého Bartoloměje je římskokatolický chrám v obci Hlohovec v okrese Břeclav. Jednolodní klasicistní chrám pochází z let 1832–1835 a byl počátku 20. století rozšířen. Je filiálním kostelem farnosti Valtice a je chráněn jako kulturní památka.

## Historie a popis
Hlohovecký kostel byl vystavěn v letech 1832–1835 v klasicistním stylu a zasvěcen svatému Janu Nepomuckému. V letech 1908–1909 došlo k dvojnásobnému prodloužení lodi ve směru na západ, se zachováním původního tvarosloví. Autorem projektu přestavby byl Max Zehentner. V této době bylo také změněno zasvěcení na svatého Bartoloměje.
Kostel se nachází na severním okraji obce, nedaleko břehu Hlohoveckého rybníka. Jedná se o jednolodní podélnou orientovanou stavbu odsazeným obdélným, zevnitř půlkruhovým kněžištěm. K jeho jižní straně přiléhá obdélná sakristie. Západní strana lodi je ukončena symetrickým vstupním útvarem završeným zvonicí. V jeho ose se nachází vstup do kostela, krytý půlkruhovým portikem. Fasády jsou rozčleněny plastickým dórským kladí, s půlkruhovými okny. V severní stěně lodi se nalézá boční vstup. Loď je zaklenuta dvěma řadami placek mezi pasy, kněžiště a vstupní útvar kryjí konchy. Sakristie má plochý strop.
Interiér je zdoben obrazy sv. Rodiny, Kristovy smrti a Glorifikace sv. Jana Křtitele z konce 18. století.
Ve věži jsou od roku 1971 zavěšeny dva zvony – Marie a Cyril a Metoděj.